# Свято-Николаевская церковь (Станьково)
Свя́то-Никола́евская церковь (бел. Свя́та-Мікала́еўская царква) — православный храм в деревне Станьково Дзержинского района Минской области, возведённый в XIX веке на фундаментах двух церквей XVIII века (деревянной церкви, построенной князем Радзивиллом и униатской Петропавловской церкви). Расположена в центре деревни, на левом берегу Рапуссы. Памятник архитектуры русско-византийского стиля.

## История
Визитная запись за 1714 год свидетельствует, что здесь князем Радзивиллом была построена деревянная церковь ещё до принятия унии. Позже на её месте была построена Петропавловская униатская церковь. В церковном архиве имелись 2 книги визитных записей с 1732 по 1832 годы, писанные на польском языке. Существовавшие в 1961—2011 годы руины принадлежали каменной Николаевской церкви, построенной в 1858 году владельцем имения графом Эмериком Чапским при помощи прихожан (на 1878 год насчитывалось 2 040 прихожан мужского и 2 066 женского пола). Церковь была поставлена на противоположном берегу реки, напротив графского дворца, решена с ней в одном архитектурном стиле, что визуально включала храм в общий обширный и живописный дворцово-парковый ансамбль (сохранился частично). При церкви имелись 3 штатных народных училища, благодаря чему почти четверть населения прихода была грамотной. Церковный погост был окружён каменной оградой.

### После Октябрьской революции
После совершения первопрестольного праздника Николая Чудотворца, 19 декабря 1935 году Свято-Николаевская церковь была закрыта. Священника и прихожан, участвовавших в богослужении арестовали, весной 1936 года они были расстреляны и (или) сосланы в лагеря.  Священником храма в то время был Илья Мендзик. После закрытия церкви из неё было вынесено всё самое ценное: золотая утварь, серебро, ризницы, оклады, кресты. Многие иконы были сожжены, многие были спрятаны и сохранены верующими. На переплавку пустили колокола, кроме самого большого, который не смогли снять.
Некоторое время храм пустовал, позже он использовался в качестве зернохранилища. Во время Великой Отечественной войны в стенах храма хранили оружие. При одном из боёв боеприпасы были взорваны, вследствие чего пострадал интерьер церкви. После войны в церкви снова хранили зерно, но после сильного пожара, случившегося из-за грозы, её перестали использовать в хозяйственных нуждах.

### Разрушение церкви в 1961 году

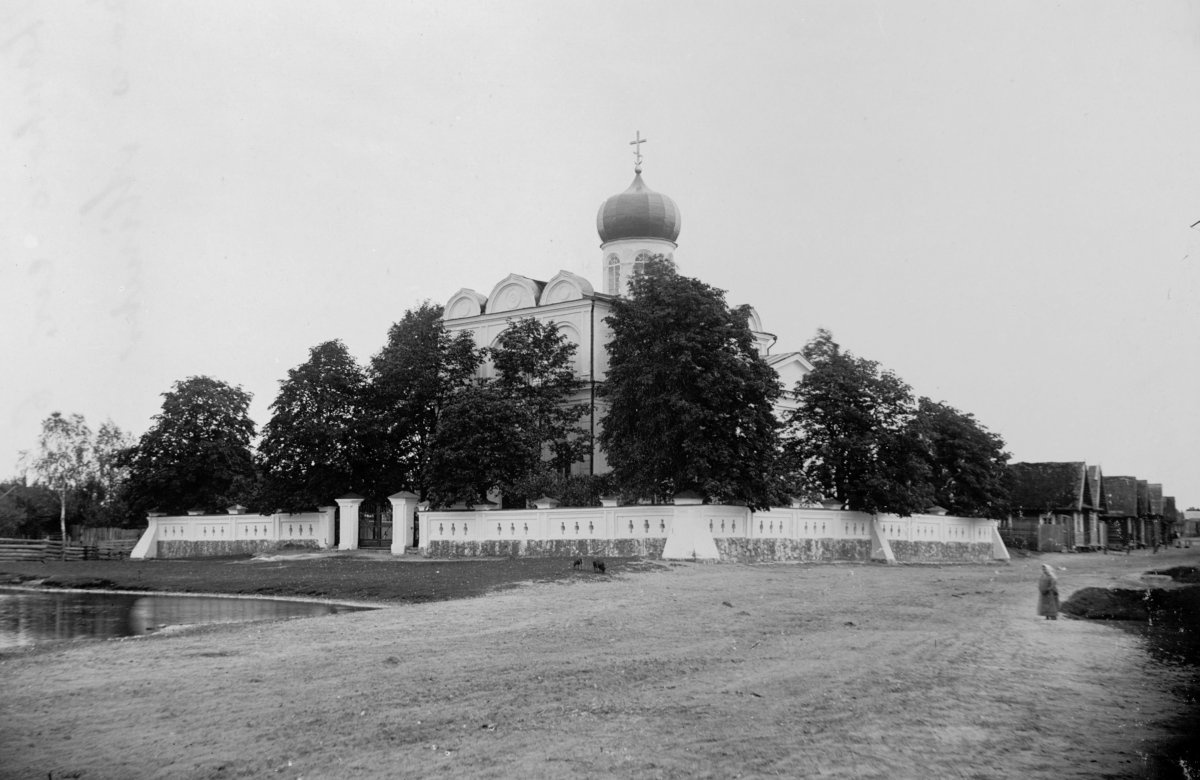
Фотография церкви 1900 года

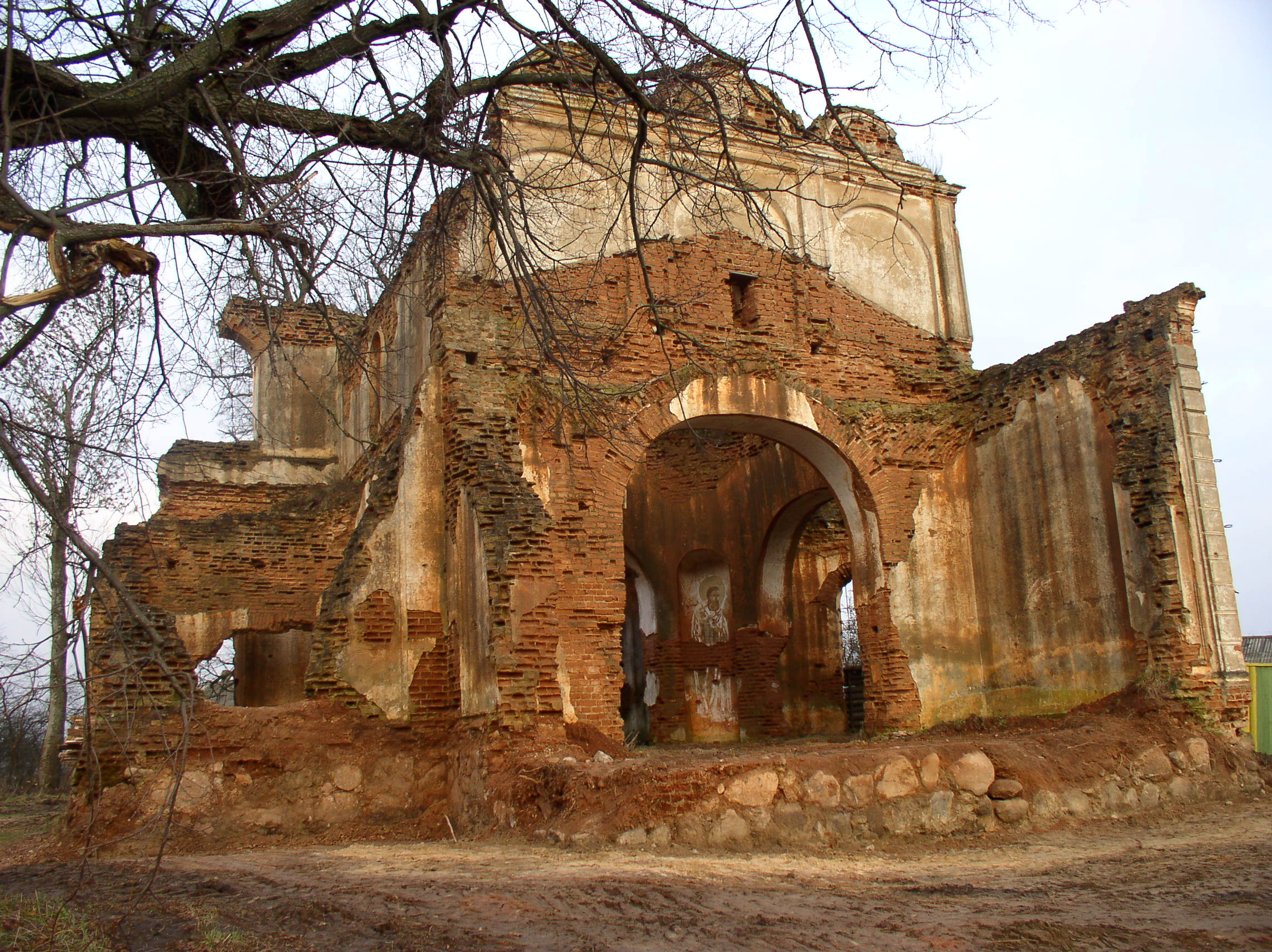
Руины Свято-Николаевской церкви в 2006 году

Весной 1961 году на озере прорвало старую плотину, было затоплено поле и соседняя деревня Каменка. Для возведения новой плотины были разрушены некоторые постройки усадьбы, а также и Свято-Николаевская церковь.
Мартовским утром 1961 года люди с ближайших к храму домов были выселены, зона взрыва оцеплена. Ровно в 12 часов был сделан первый взрыв. Облако пылевой завесы окутало место взрыва, а когда оно рассеялось, то храм стоял невредим, что произвело сильное впечатление. Верующие видели в этом знак. Через некоторое время раздался второй взрыв, опять облако пыли осело — храм стоял. И только после третьего взрыва барабан покосился и ушёл вниз, внутрь. Взрывать всё здание церкви целиком побоялись, близко стояли жилые дома. Договорились с помощью танков и стальных тросов растащить стены храма и разрушить его окончательно.

### Восстановление в 2007—2016 годах
В 1996 году был разработан проект реставрации храма (архитектор В. Чернатов), но реализацию его проекта не приняли, как вносящую изменения в исторический облик храма. В 2006 году был выполнен проект Главным архитектором проектов и научным руководителем объекта Маслиевым О.И. отдела комплексного проектирования строительной дирекции унитарного предприятия Белорусской Православной Церкви "Департамент внешних связей Белорусского Экзархата", восстановление храма по данному проекту осуществлялось до 2016 года. По благословению митрополита Филарета, Патриаршего Экзарха всея Беларуси, начаты работы по восстановлению храма. первый кирпич в руины храма заложен 16 октября 2007 года. С 6 февраля 2006 года, после канонизации блаженной Валентины Минской, судьба которой теснейшим образом связана со Станьковским храмом, начались подготовительные работы. К сентябрю 2007 года окончены первоочередные и подготовительные работы, а с 16 сентября начаты строительные и реставрационно-восстановительные работы. Крест на купол храма был воздвигнут 29 декабря 2010 года, колокола на звоннице храма повешены 11 августа 2011 года. Освящение храма совершил епископ Молодечненский и Столбцовский Павел 17 июля 2016 года. Всеархиерейское богослужение, возглавляемое Митрополитом Минским и Заславским Павлом в сослужении епископов и архиепископов Белорусского Экзархата прошло 24 июля 2016 года. На конец 2023 года проводятся работы по росписи храма и благоустройству прилегающей территории.

## Архитектура
Церковь построена в русско-византийском стиле на пожертвования Эмерика Чапского и прихожан храма. Это крестово-купольный храм с встроенной в основной объём звонницей над притвором и большой полукруглой апсидой. Три арочных входа оформлены монументальными порталами, арочные окна — наличниками. В архитектуре использованы кокошниковый парапет, закомары, килеподобные ниши, рустикованные лопатки, аркатуры.

## Интерьер
Основной кубовидного объём был перекрыт световым куполом, поддержанным через сводчатые паруса 4 столбами, боковые приделы трапезная — цилиндрическими сводами. Зал и апсида освещались арочными окнами. Апсида была выдвинута трехъярусный дубовым иконостасом естественной текстуры и цвета; рамы 10 икон, карнизы, резьба, капители колонок и пилястр позолоченные. В церкви находился очень чтимый образ «Святитель и чудотворец Николай», писаны на холсте и покрыт металлической золоченой ризою. К ценных вещей начинки относились полный набор литургических серебряных сосудов (пожертвованы московском гражданином И. И. Четверикова) и серебряная чаша (пожертвована в 1778 году Кунцевичем).